# Поезд милосердия
«Поезд милосердия» — советский чёрно-белый фильм, поставленный на киностудии «Ленфильм» в 1964 году режиссёром Искандером Хамраевым. Первая экранизация повести Веры Пановой «Спутники».
Премьера фильма в СССР состоялась 22 февраля 1965 года.

## Сюжет
Фильм рассказывает о боевых буднях санитарного поезда. «Поезда, спасающие жизнь» — так называли санитарные эшелоны в годы Великой Отечественной войны. В одном из таких поездов впервые встретились разные по характеру, возрасту и привычкам люди. Четыре года по дорогам войны курсирует поезд милосердия, эвакуируя с фронта раненых.

## В ролях
- Валентин Зубков — Данилов
- Михаил Екатерининский — Белов
- Эмма Попова — Юлия Дмитриевна
- Жанна Прохоренко — Лена Огородникова
- Евгений Лебедев — Супругов
- Галина Дашевская — Фаина
- Елена Королёва — Васка Буренко
- Владимир Рецептер — Низвецкий

## Съёмочная группа
- Автор сценария — Вера Панова
- Режиссёр — Искандер Хамраев
- Главный оператор — Константин Рыжов
- Художник — Михаил Иванов
- Композитор — Марат Камилов

В декабре 1944 года по заданию редакции газеты Вера Панова совершила за 2 месяца четыре рейса в «образцовом» военно-санитарном поезде № 312 к местам боёв за ранеными, после чего опубликовала повесть «Спутники» (1946; Сталинская премия, 1947), принёсшую писательнице широкое читательское признание.
Фильм «Поезд милосердия» был первой экранизацией повести Веры Пановой. В 1975 году режиссёр Пётр Фоменко поставил по этой повести четырёхсерийный художественный фильм «На всю оставшуюся жизнь».